# Арпелар (Оклахома)
Арпелар (англ. Arpelar) — переписна місцевість (CDP) в США, в окрузі Піттсбург штату Оклахома. Населення — 291 особа (2020).

## Географія
Арпелар розташований за координатами 34°55′58″ пн. ш. 95°57′6″ зх. д. / 34.93278° пн. ш. 95.95167° зх. д. (34.932848, -95.951695).  За даними Бюро перепису населення США в 2010 році переписна місцевість мала площу 5,77 км², з яких 5,77 км² — суходіл та 0,01 км² — водойми.

## Демографія
Згідно з переписом 2010 року, у переписній місцевості мешкали 272 особи в 108 домогосподарствах у складі 80 родин. Густота населення становила 47 осіб/км².  Було 113 помешкання (20/км²).
Расовий склад населення:
| - 79,4 % — білих - 8,1 % — корінних американців - 0,4 % — чорних або афроамериканців - 0,4 % — азіатів |

До двох чи більше рас належало 11,8 %. Частка іспаномовних становила 0,0 % від усіх жителів.
За віковим діапазоном населення розподілялося таким чином: 22,8 % — особи молодші 18 років, 58,8 % — особи у віці 18—64 років, 18,4 % — особи у віці 65 років та старші. Медіана віку мешканця становила 43,0 року. На 100 осіб жіночої статі у переписній місцевості припадало 97,1 чоловіків;  на 100 жінок у віці від 18 років та старших — 98,1 чоловіків також старших 18 років.
Середній дохід на одне домашнє господарство  становив 54 593 долари США (медіана — 54 286), а середній дохід на одну сім'ю — 64 971 долар (медіана — 59 375). Медіана доходів становила 36 250 доларів для чоловіків та 39 167 доларів для жінок. За межею бідності перебувало 18,4 % осіб, у тому числі 38,0 % дітей у віці до 18 років та 10,6 % осіб у віці 65 років та старших.
Цивільне працевлаштоване населення становило 150 осіб. Основні галузі зайнятості: освіта, охорона здоров'я та соціальна допомога — 33,3 %, виробництво — 10,0 %, будівництво — 10,0 %.